# Apache
 Тази статия е за уеб сървъра.  За песента на Шадоус вижте Apache (композиция).  За други значения вижте Apache (пояснение).
Apache HTTP Server, или само Apache, е уеб сървър на фондация Апачи софтуер с отворен код, който има ключова роля за първоначалното разрастване на WWW. Чрез него работят над 70% от сайтовете (включително Уикипедия). Счита се от много специалисти за платформа, според която се разработват и оценяват другите уеб сървъри.
Приложението стартира на много операционни системи, включително Unix, GNU, FreeBSD, Linux, Solaris, Mac OS X, Microsoft Windows, OS/2, Novell NetWare и други платформи.
Apache се разработва от отворено общество от разработчици – Фондация Апачи софтуер. Обществото поддържа и разработва множество други проекти, най-важните от които са Apache Ant, Apache SpamAssassin, Apache Tomcat и огромен брой други проекти, основани на XML езика, но Apache е най-известният и широко разпространен продукт.

## Характеристики
Сървърът има възможности за промяна на съобщенията за грешки, удостоверяване на потребителите, договаряне на съдържанието (изключително полезно при многоезични сайтове), прокси модул, както и поддръжка на CGI и SSI. Има множество модули за Apache, които позволяват работа на разнообразни скриптове и осигуряване на динамично съдържание, криптиране, ограничаване и други.

## Лиценз
Apache се разпространява под свой собствен лиценз – Apache License. Той има малки разлики с GNU GPL, но черновата на GPL версия 3 има секция, която позволява съвместимост с лицензи, подобни на този на Apache.

## Версии и нововъведения

### Apache 1.3
Apache 1.3 предлага много нововъведения спрямо 1.2. Най-важните подобрения са по-удобните конфигурационни файлове, поддръжката на Windows и Novell NetWare, DSO поддръжката, инструментът APXS и други.

### Apache 2.0
Apache 2.0 е със сериозно пренаписан код. Добавени са IPv6 поддръжка, Unix threading, нова система за компилиране, поддръжка на други протоколи (например mod_echo), съобщения за грешки на много езици и опростена конфигурация. Много администратори са на мнение и че има сериозен скок в производителността.

### Apache 2.2
Apache 2.2 се появява през 2006 година и има нови и по-гъвкави модули за оторизация и кеширане, поддръжка на големи файлове (над 2 гигабайта) и SQL поддръжка.

### Apache 2.4
Apache 2.4 излиза на 21 февруари 2012 година.